# Tamseuxoa
Tamseuxoa är ett släkte av fjärilar. Tamseuxoa ingår i familjen nattflyn.
Kladogram enligt Catalogue of Life:
| Tamseuxoa | \| \| Tamseuxoa ingoufii \| \| \| \| \| \| Tamseuxoa mendosica \| \| \| \| |
|           | \| \| Tamseuxoa ingoufii \| \| \| \| \| \| Tamseuxoa mendosica \| \| \| \| |
|           | Tamseuxoa ingoufii                                                         |
|           |                                                                            |
|           | Tamseuxoa mendosica                                                        |
|           |                                                                            |